# Witte kornoelje
De witte kornoelje (Cornus alba) is plant uit de kornoeljefamilie (Cornaceae) die inheems is in Siberië, noordelijk China en Korea. Het is een grote bladverliezende struik die als kleine boom kan worden gekweekt. De struik kan tot 3 m hoog worden. De opvallende rode stengels zijn van de herfst tot de late winter, een populaire versiering in de landschapsarchitectuur.
De ovaalvormige vruchten zijn wit en soms blauw getint. De plant is extreem winterhard, tot -40 °C.

## Kenmerken
De witte kornoelje kan drie meter hoog worden. De plant heeft groen blad en rode twijgen. De bladeren zijn eirond en hebben een lengte van 4-10 cm, ze hebben een gepunte top en opvallende, gebogen nerven. In de herfst kleuren ze bleekgroen tot donkerrood.

### Bloemen en vruchten
De kleine witte bloemen verschijnen in juni; soms volgt in de herfst een tweede bloei. Er zijn vier uitstaande kroonblaadjes, vier kelkblaadjes en vier meeldraden. De bloempjes staan in een scherm van vier tot vijf centimeter doorsnede aan de toppen van de takken. De vruchten zijn wit van kleur, bolvormig en hebben een doorsnede van 6-8 mm. Het zijn besachtige steenvruchten met één pit per bes.

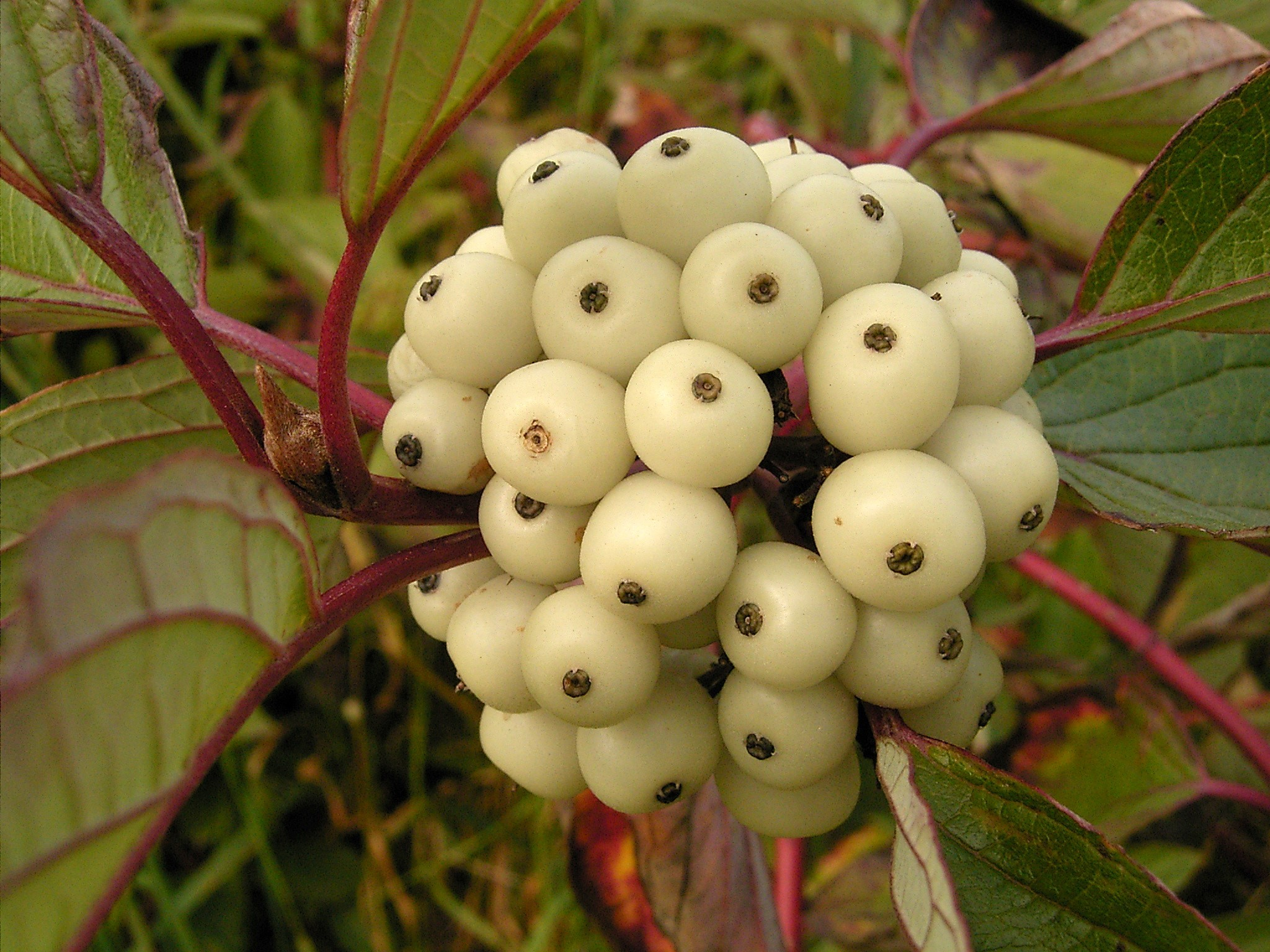
Vruchten
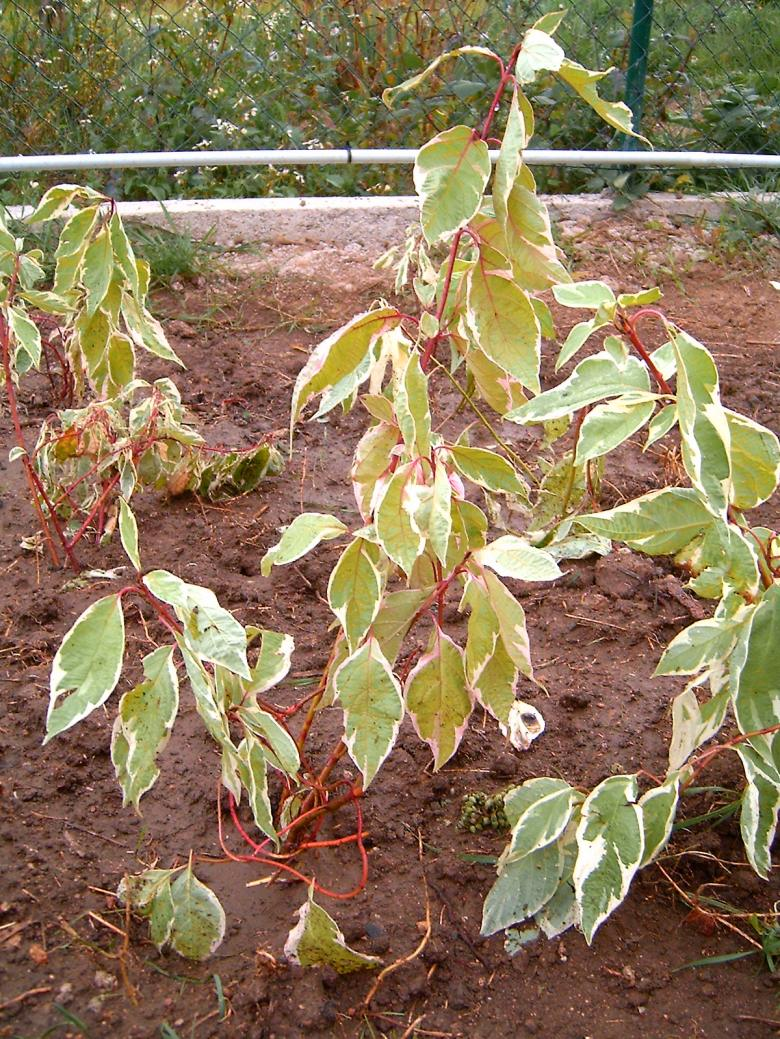
’Elegantissima’ (jonge plant)
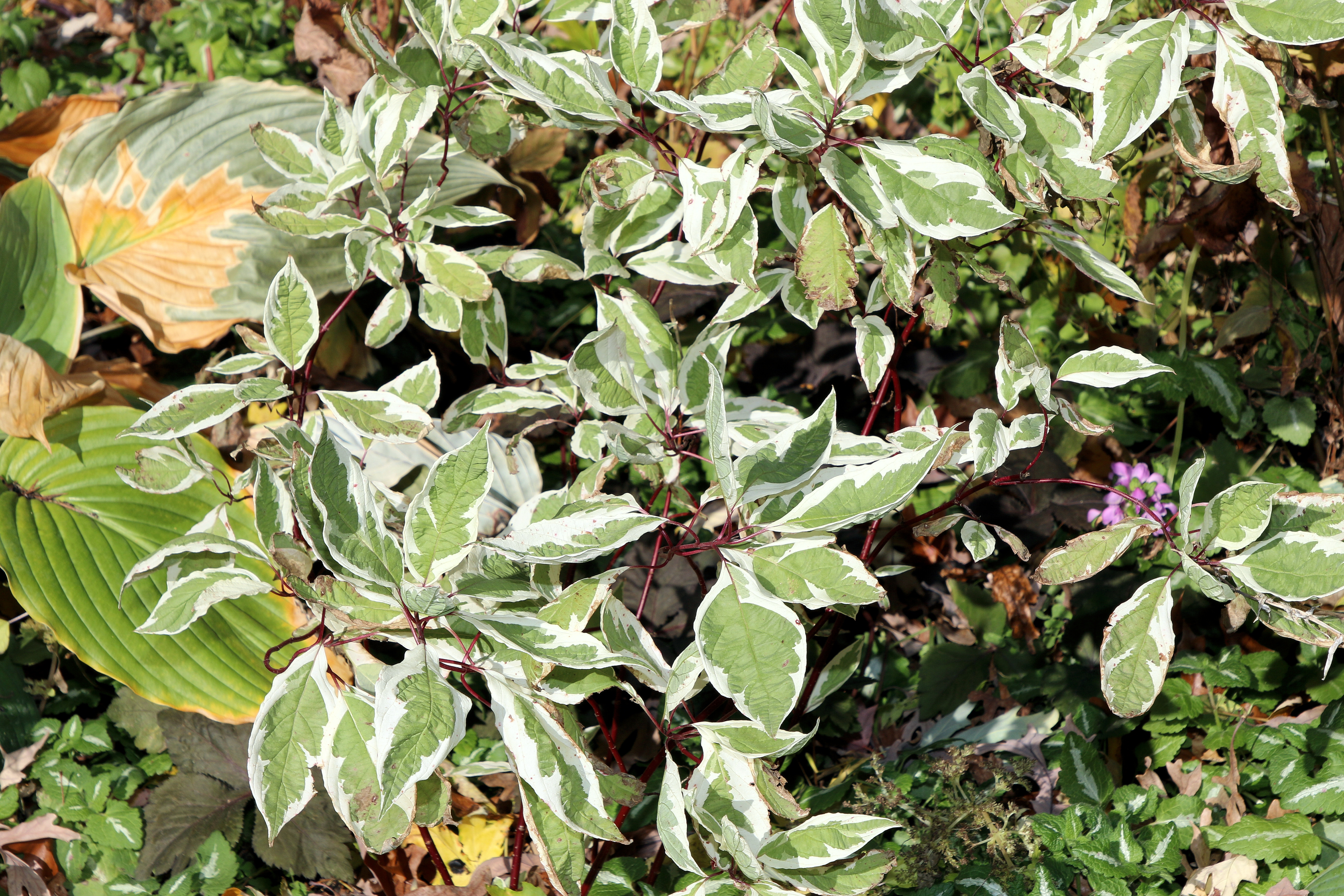
Cornus alba 'Ivory Halo®'
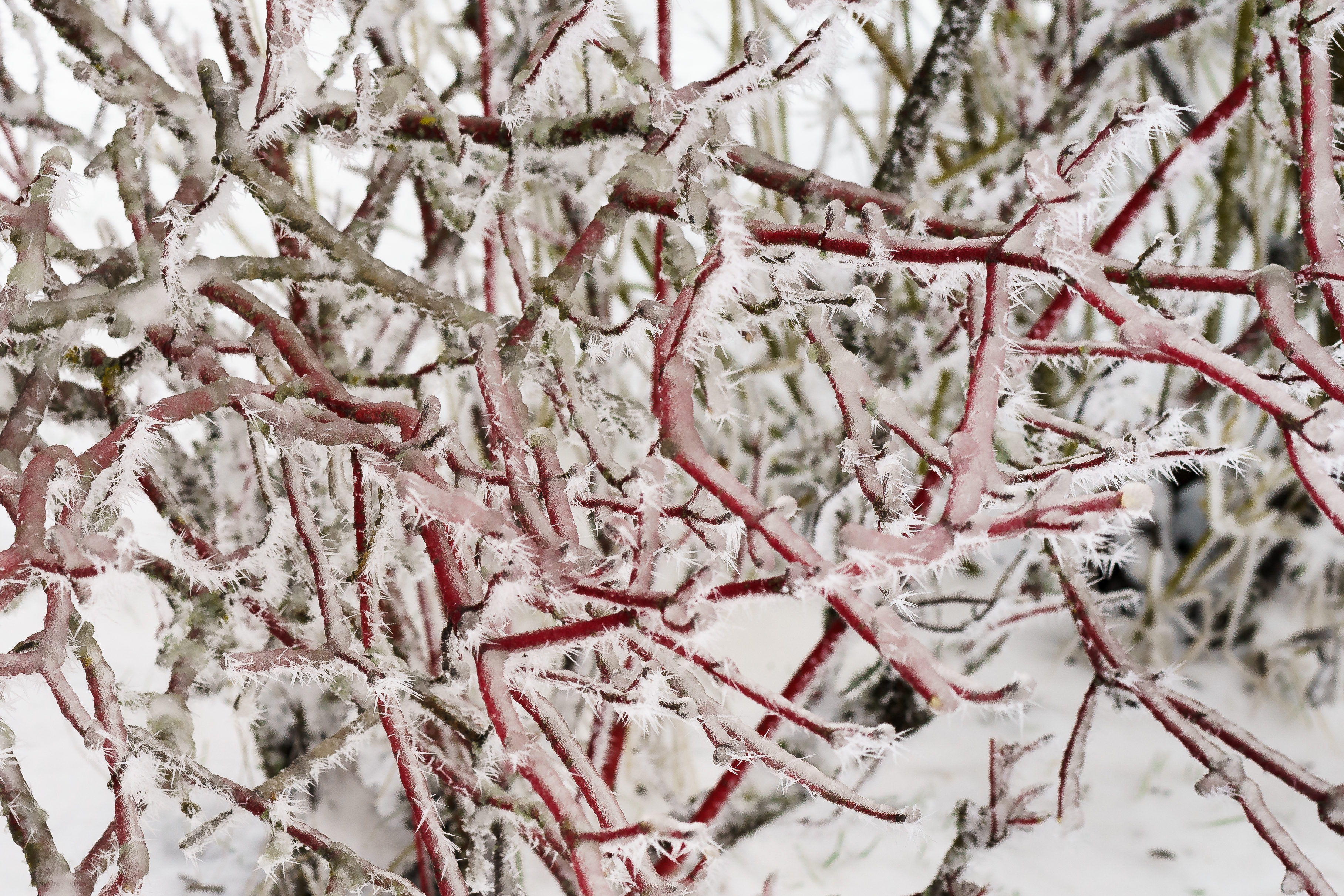
'Sibirica' na vorst